# 56038 Jackmapanje
56038 Jackmapanje este o planetă minoră (asteroid), cu un diametru de 2,092 km, din centura de asteroizi. A fost descoperită pe 7 decembrie 1998 la osservatorio Colleverde di Guidonia⁠(d) de Vincenzo Silvano Casulli⁠(d) și a fost numită după Jack Mapanje⁠(d). 
Obiectul prezintă o orbită caracterizată de o semiaxă mare de 2,5422764554209 UAi, o excentricitate de 0,19806972372835, o înclinație de 4,2337259773532 ° în raport cu ecliptica.